# Erik z Amberu
Erik byl jedním z princů ve fiktivním světě Amber. V době nepřítomnosti krále Oberona se nechal korunovat a padl v bitvě proti temným silám vyvolaných Brandem.

## Životopis
Erik byl nemanželským synem amberského krále Oberona a jeho pozdější druhé manželky Faielly (v době Erikova narození ještě nebyli jeho rodiče oddáni). Byl starším bratrem Corwina. Erik byl urostlý, statný, arogantní, měl kudrnatý plnovous a modré oči. Byl vynikající šermíř, podle Corwinova hodnocení druhý nejlepší ve světě Amberu - po Benediktovi. Erik soupeřil s Corwinem o nástupnické právo po Oberonovi. 
V souboji na život a na smrt Erik zvítězil, ale ve strachu z Oberonova hněvu se neodvážil Corwina zabít přímo, ale místo toho ho vážně zraněného odklidil na stínovou Zemi - do Anglie za vlády královny Alžběty I. v době černého moru. Corwin mor přežil, ale utrpěl ztrátu paměti. Před Oberonem pak Erik tvrdil, že Corwin opustil Amber z vlastní vůle. Přesto měl Oberon podezření a Erik se u něj ocitl v nemilosti. Poté, co Oberon opustil Amber, aby bojoval s temnými silami, začali Brand, Bleys a Fiona shromažďovat vojsko k ovládnutí trůnu a na svou stranu chtěli prostřednictvím Branda získat i Caina. Ten však Brandův záměr prozradil Erikovi. To poskytlo Erikovi příležitost naplnit své ambice a vystoupil jako obránce trůnu, Caine a Julián se k němu přidali a společně složili slib věrnosti svých družin Erikovi.
Mezitím se Corwinovi žijícímu na stínové Zemi pod tajným dohledem sestry Flory, Erikovy spojenkyně, začala obnovovat paměť. Poté, co se Corwin vrátil do světa Amberu a s Randomovou a Deidřinou pomocí prošel Vzorem v Rebmě, zastihne jej Erik v knihovně v amberském paláci. Znovu se utkají v šermířskem souboji, tentokrát má ovšem navrch Corwin, kterému se podaří Erika zranit a pak prchá před příchodem Erikových stráží. Brzy se Corwin do Amberu znovu vrací po boku Bleyse a jeho armády. Erik je se svými spojenci poráží, Corwin je zajat a Erik jej nechá uvěznit. 
V této situaci proběhne Erikova korunovace, na níž je přiveden z vězení i Corwin a Erik jej nechá oslepit. Po čtyřletém věznění Corwin uprchne díky Dworkinovi, Erikovi přísahá pomstu a sešle na Amber kletbu. Když Corwin do Amberu dorazí se svou armádou shromážděnou ve stínech a vybavenou střelnými zbraněmi, vzdoruje Amber v čele s Erikem náporu temných sil. Erik na útočníky sesílá pomocí Drahokamu soudu bouře a blesky, ale je při tom smrtelně zraněn. Corwinův příchod rozhodne bitvu ve prospěch Amberu. Erik mu těsně před svou smrtí předává vládu nad Amberem a svěřuje mu i Drahokam soudu, aniž by jej však upozornil na rizika spojená s jeho dlouhodobým nošením.